# 娄邵铁路
娄邵铁路建成于1960年。2016年1月6日完成双线电气化扩能改造并开通运营。线路北起中华人民共和国湖南省娄底市，南至邵阳站，全长98千米。
现为洛湛铁路一段。

## 连接线路
- 娄底：沪昆铁路
- 邵阳：邵永铁路
- 邵阳：怀衡铁路